# Усманский район
У́сманский райо́н — административно-территориальная единица (район) и муниципальное образование (муниципальный район) на юго-востоке Липецкой области России.
Административный центр — город Усмань.

## География
Площадь — 1910 км². Район граничит с Хлевенским, Липецким, Грязинским, Добринским районами Липецкой области, а также с Верхнехавским и Рамонским районами Воронежской области.
Основная река — Усмань.

## История
Район образован 30 июля 1928 года в составе Центрально-Чернозёмной области (ЦЧО) (до 1929 входил в Воронежский округ, до 1930 — в Усманский). В 1929—1930 годах назывался Сторожевским районом. После разделения ЦЧО 31 декабря 1934 года вошёл в состав Воронежской области. С образованием 6 января 1954 года Липецкой области стал её частью.
В 1956 году в Усманский район вошёл Грачёвский, а в 1963 — Октябрьский районы.

## Население
| 1939    | 1959    | 1970    | 1979    | 1989    | 2002    | 2006    |
| ------- | ------- | ------- | ------- | ------- | ------- | ------- |
| 57 308  | ↗64 581 | ↗75 595 | ↘64 220 | ↘57 637 | ↘54 027 | ↘51 800 |
| 2009    | 2010    | 2011    | 2012    | 2013    | 2014    | 2015    |
| ↘50 403 | ↗50 906 | ↘50 760 | ↘50 453 | ↘50 338 | ↘50 264 | ↗50 358 |
| 2016    | 2017    | 2018    | 2021    |         |         |         |
| ↘50 253 | ↗50 355 | ↘50 325 | ↘50 166 |         |         |         |

### Урбанизация
В городских условиях (город Усмань) проживают  39,19 % населения района.

### Национальный состав
По итогам переписи населения 2020 года проживали следующие национальности (национальности менее 0,1 % и другое, см. в сноске к строке «Другие»):
| Национальность | Численность, чел. | Доля     |
| -------------- | ----------------- | -------- |
| Русские        | 48 051            | 95,78 %  |
| Азербайджанцы  | 405               | 0,81 %   |
| Армяне         | 300               | 0,60 %   |
| Таджики        | 174               | 0,35 %   |
| Цыгане         | 115               | 0,23 %   |
| Украинцы       | 103               | 0,21 %   |
| Чеченцы        | 80                | 0,16 %   |
| Узбеки         | 61                | 0,12 %   |
| Татары         | 53                | 0,11 %   |
| Другие         | 824               | 1,63 %   |
| Итого          | 50 166            | 100,00 % |

## Административно-муниципальное устройство
Усманский район, в рамках административно-территориального устройства области, включает 25 административно-территориальных единиц, в том числе 1 город районного значения и 24 сельсовета.
Усманский муниципальный район, в рамках организации местного самоуправления, включает 25 муниципальных образований, в том числе 1 городское и 24 сельских поселения:
| №        | Муниципальное образование       | Административный центр   | Количество населённых пунктов | Население | Площадь, км2 |
| -------- | ------------------------------- | ------------------------ | ----------------------------- | --------- | ------------ |
| 1e-06    | Городское поселение:            |                          |                               |           |              |
| 1        | город Усмань                    | город Усмань             | 1                             | ↘19 662   | 12,66        |
| 1.000002 | Сельские поселения:             |                          |                               |           |              |
| 2        | Березняговский сельсовет        | село Березняговка        | 2                             | ↘606      | 60,58        |
| 3        | Боровской сельсовет             | село Боровое             | 1                             | ↗391      | 51,05        |
| 4        | Бреславский сельсовет           | село Бреславка           | 3                             | ↘570      | 69,61        |
| 5        | Верхне-Мосоловский сельсовет    | село Верхняя Мосоловка   | 2                             | ↗476      | 70,70        |
| 6        | Грачёвский сельсовет            | село Грачёвка            | 1                             | ↘790      | 61,78        |
| 7        | Девицкий сельсовет              | село Девица              | 4                             | ↗3786     | 134,09       |
| 8        | Дмитриевский сельсовет          | село Дмитриевка          | 4                             | ↘361      | 36,19        |
| 9        | Дрязгинский сельсовет           | ж.д. станция Дрязги      | 3                             | ↘1999     | 61,27        |
| 10       | Завальновский сельсовет         | село Завальное           | 1                             | ↘1495     | 78,25        |
| 11       | Излегощенский сельсовет         | село Излегоще            | 2                             | ↗405      | 85,75        |
| 12       | Кривский сельсовет              | село Кривка              | 1                             | ↘714      | 73,75        |
| 13       | Крутче-Байгорский сельсовет     | село Крутченская Байгора | 1                             | ↘607      | 55,56        |
| 14       | Куликовский сельсовет           | село Куликово            | 1                             | ↘1370     | 139,38       |
| 15       | Никольский сельсовет            | село Никольское          | 3                             | ↘2166     | 108,34       |
| 16       | Октябрьский сельсовет           | село Октябрьское         | 4                             | ↗2418     | 161,91       |
| 17       | Пашковский сельсовет            | село Пашково             | 1                             | ↘429      | 54,06        |
| 18       | Пластинский сельсовет           | село Пластинки           | 4                             | ↗534      | 75,06        |
| 19       | Поддубровский сельсовет         | село Поддубровка         | 4                             | ↘1420     | 104,62       |
| 20       | Пригородный сельсовет           | село Пригородка          | 7                             | ↘5481     | 133,74       |
| 21       | Пушкарский сельсовет            | село Куриловка           | 3                             | ↗451      | 39,43        |
| 22       | Сторожевской сельсовет          | село Сторожевое          | 4                             | ↗2497     | 95,08        |
| 23       | Сторожевско-Хуторской сельсовет | село Сторожевские Хутора | 2                             | ↘655      | 59,97        |
| 24       | Студено-Высельский сельсовет    | село Никольские Выселки  | 3                             | ↘325      | 34,03        |
| 25       | Студёнский сельсовет            | село Студёнки            | 3                             | ↗558      | 85,01        |

## Населённые пункты
В Усманском районе 65 населённых пунктов.
| №  | Населённый пункт    | Тип             | Население | Муниципальное образование       |
| -- | ------------------- | --------------- | --------- | ------------------------------- |
| 1  | Аксай               | село            | →251      | Октябрьский сельсовет           |
| 2  | Анненка             | посёлок         |           | Октябрьский сельсовет           |
| 3  | Арзыбовка           | село            | →108      | Поддубровский сельсовет         |
| 4  | Беляево             | ж.д. площадка   | →84       | Пригородный сельсовет           |
| 5  | Беляево             | село            | →203      | Студёнский сельсовет            |
| 6  | Березняговка        | село            | →675      | Березняговский сельсовет        |
| 7  | Боровое             | село            | ↗391      | Боровской сельсовет             |
| 8  | Бочиновка           | деревня         | →621      | Пригородный сельсовет           |
| 9  | Бреславка           | село            | →485      | Бреславский сельсовет           |
| 10 | Васильевка          | село            | →29       | Пластинский сельсовет           |
| 11 | Верный Путь         | посёлок         | →2        | Дмитриевский сельсовет          |
| 12 | Верхняя Мосоловка   | село            | →438      | Верхне-Мосоловский сельсовет    |
| 13 | Высокополье         | село            | →104      | Дмитриевский сельсовет          |
| 14 | Гаршино             | деревня         | →10       | Пластинский сельсовет           |
| 15 | Грачёвка            | село            | ↘790      | Грачёвский сельсовет            |
| 16 | Девица              | село            | ↗1762     | Девицкий сельсовет              |
| 17 | Демшино             | село            | →351      | Поддубровский сельсовет         |
| 18 | Дмитриевка          | село            | →279      | Дмитриевский сельсовет          |
| 19 | Дрязги              | ж.д. станция    | →1647     | Дрязгинский сельсовет           |
| 20 | Евсюковка           | деревня         | →39       | Студено-Высельский сельсовет    |
| 21 | Екатериновка        | село            | →117      | Бреславский сельсовет           |
| 22 | Завальное           | село            | ↘1495     | Завальновский сельсовет         |
| 23 | Излегоще            | село            | ↘437      | Излегощенский сельсовет         |
| 24 | Красное             | село            | →390      | Сторожевской сельсовет          |
| 25 | Красный Кудояр      | деревня         | →70       | Пушкарский сельсовет            |
| 26 | Кривка              | село            | ↘714      | Кривский сельсовет              |
| 27 | Крутченская Байгора | село            | ↘607      | Крутче-Байгорский сельсовет     |
| 28 | Крутчик             | село            | →36       | Поддубровский сельсовет         |
| 29 | Куликово            | село            | ↘1370     | Куликовский сельсовет           |
| 30 | Куриловка           | село            | ↘409      | Пушкарский сельсовет            |
| 31 | Левый Берег         | посёлок         | →73       | Девицкий сельсовет              |
| 32 | Медовка             | село            | →343      | Пригородный сельсовет           |
| 33 | Мещерка             | посёлок         |           | Октябрьский сельсовет           |
| 34 | Московка            | село            | →332      | Дрязгинский сельсовет           |
| 35 | Московка            | деревня         | →97       | Никольский сельсовет            |
| 36 | Нижняя Мосоловка    | село            | →89       | Верхне-Мосоловский сельсовет    |
| 37 | Никольские Выселки  | село            | →357      | Студено-Высельский сельсовет    |
| 38 | Никольское          | село            | →1988     | Никольский сельсовет            |
| 39 | Новоуглянка         | село            | ↘1570     | Девицкий сельсовет              |
| 40 | Озерки              | деревня         | →5        | Березняговский сельсовет        |
| 41 | Октябрьское         | село            | ↘1823     | Октябрьский сельсовет           |
| 42 | Пашково             | село            | ↘429      | Пашковский сельсовет            |
| 43 | Песковатка-Боярская | село            | →143      | Пригородный сельсовет           |
| 44 | Песковатка-Казачья  | село            | →147      | Пригородный сельсовет           |
| 45 | Петровка            | село            | →131      | Бреславский сельсовет           |
| 46 | Пластинки           | село            | →516      | Пластинский сельсовет           |
| 47 | Поддубровка         | село            | →1013     | Поддубровский сельсовет         |
| 48 | Пригородка          | село            | ↗3399     | Пригородный сельсовет           |
| 49 | Пушкари             | село            | →24       | Пушкарский сельсовет            |
| 50 | Ростовка            | деревня         | →44       | Пластинский сельсовет           |
| 51 | Савицкое            | село            | ↗101      | Излегощенский сельсовет         |
| 52 | Сторожевое          | село            | →1247     | Сторожевской сельсовет          |
| 53 | Сторожевские Хутора | село            | →563      | Сторожевско-Хуторской сельсовет |
| 54 | Стрелецкие Хутора   | село            | →1477     | Пригородный сельсовет           |
| 55 | Студёнки            | село            | →410      | Студёнский сельсовет            |
| 56 | Студенские Выселки  | село            | →10       | Студено-Высельский сельсовет    |
| 57 | Терновка            | деревня         | →305      | Сторожевской сельсовет          |
| 58 | Ударник             | посёлок совхоза | →419      | Сторожевской сельсовет          |
| 59 | Усмань              | город           | ↗19 662   | город Усмань                    |
| 60 | Учхоз               | посёлок         | →229      | Девицкий сельсовет              |
| 61 | Фёдоровка           | деревня         | →240      | Сторожевско-Хуторской сельсовет |
| 62 | Хлебороб            | посёлок         | →32       | Дмитриевский сельсовет          |
| 63 | Чернечки            | деревня         | →25       | Дрязгинский сельсовет           |
| 64 | Шаршки              | деревня         | →24       | Студёнский сельсовет            |
| 65 | Элеватор            | посёлок         | →33       | Никольский сельсовет            |

## Официальные символы района

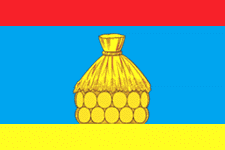

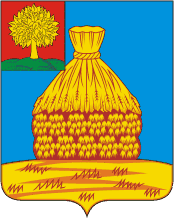

Флаг Усманского района утверждён решением Усманского районного Совета депутатов от 03.02.2004 № 3/28.
Герб Усманского района утверждён решением Усманского районного Совета депутатов от 03 февраля 2004 г. № 3/27

## Руководители района
Руководство района представлено первыми секретарями райкома партии, председателями райисполкома, главами администрации и председателями районного совета депутатов:
Первые секретари Усманского райкома ВКП(б) (с 1952 -  КПСС)
- 1930 — Лукин В.М. (первый секретарь окружкома ВКП (б)
- 1931—1934 — Мауснер Василий Исаакович
- 1934—? —  Бугрим Евгений Игнатьевич
- до 1937 — Ярыгин Иван Ананьевич
- 1937  Кузоваткин Александр Федорович
- с 1942 — Сухарев Михаил Григорьевич
- 1952—1956 — Ярыгин Иван Ананьевич
- 1956—1960 — Гайдуков Сергей Иванович
- 1960—? — Чалышев Федор Павлович
- Кривоносов Федор Николаевич
- 1965—1967 — Лапин Михаил Васильевич
- 1967—1973 — Гуров Василий Сергеевич
- 1973—1986 — Росляков Владимир Семенович
- 1986—1991 — Алтухов Юрий Иванович
- 1991—1991 — Толстых Александр Тимофеевич

Председатели Усманского райисполкома
- 1930 — М.А.Бобков (председатель окрисполкома)
- 1931 — Куткевич Петр Павлович
- 1933 — тов. Обороткин
- 1935 — П.Л.Огурцов
- 1936 — Бирюков Федор Силантьевич
- 1953 — 1955 Рождественский Серафим Иванович
- 1955 — 1957 Панченко Георгий Иванович
- 1957 — 1960 Хвостиков Иван Захарович
- 1960 - 1962 Кривоносов Федор Николаевич
- 1963 — (?) Фролов Владимир Васильевич
- 1966,1967 — Скорик Иван Андреевич
- 1971 — 1990 — Пешков Владимир Дмитриевич
- 1990 — 1991 — Иванов Вячеслав Иванович

Главы администрации района
- 1991—1995 — Бутаков Вячеслав Владимирович
- 1995—2004 — Жуликов Николай Сергеевич
- 2004—2007 — Демихов Игорь Юрьевич
- с 2007 — Мазо, Владимир Михайлович

Председатели районного совета депутатов (в 1994 - 1995 - Районного Собрания представителей)
- 1990—1992 — Алтухов Юрий Иванович
- 2009-2027 — Черных Сергей Константинович
- 1994—1995 — Бутаков Вячеслав Владимирович
- 1995—2008 — Душкин Владимир Васильевич
- с 2008 — Зотов Николай Васильевич

## Известные уроженцы
- Басов, Николай Геннадиевич (1922—2001) — советский и российский физик, лауреат Нобелевской премии по физике.
- Новиков, Сергей Трофимович (1925—1943) — Герой Советского Союза. Родился в селе Петровка.
- Символоков, Виталий Николаевич (1898—1992) — советский военный деятель, Генерал-майор (1940 год).
- Черников, Григорий Ильич (1905—1994) — участник Герой Советского Союза. Родился в селе Завальное.

## Необычные факты
Весной 1960 года в Усманском районе выпал обильный град. Размером и формой градины напоминали сигаретные коробки, некоторые градины доходили до 8 см в длину. Местами град выпал так густо, что по нему можно было проехать на санях.